# Świat Książki
Świat Książki – działające w Polsce wydawnictwo założone w 1994 w Warszawie przez niemiecki koncern Bertelsmann. Od 2013 przedsiębiorstwo funkcjonuje jako niezależny wydawca.
Wydawnictwo założone jako część Bertelsmann Media sp. z o.o., w 2011 sprzedane grupie Weltbild, zaś w roku 2013 (w związku z planami zakończenia działalności tej grupy wydawniczej w Polsce) wyodrębnione jako odrębna spółka Świat Książki sp. z o.o. Oprócz działalności wydawniczej przedsiębiorstwo jest dystrybutorem książek, audiobooków, płyt DVD. Posiada ponad 130 księgarń zlokalizowanych głównie w galeriach handlowych. Firma prowadzi również sprzedaż internetową.